# KIF5B
KIF5B‏ (Kinesin family member 5B) هوَ بروتين يُشَفر بواسطة جين KIF5B في الإنسان.